# علیرضا اورراغلو
علیرضا اورراغلو (به ترکی استانبولی: Ali Rıza Öreroğlu) یک جراح پلاستیک و زیبایی ترکیه‌ای/ایرانی است. او به خاطر کارش در ریتیدکتومی صورت و جراحی ترمیمی بینی شناخته‌شده‌است.

## جوایز
- جایزه دوم در بخش بالینی «مسابقه اعلام» در سی و سومین کنگره ملی انجمن جراحی ترمیمی و زیبایی پلاستیک ترکیه در سال ۲۰۱۱
- کمک هزینه تحصیلی ناظر به برنامه «بورسیه بین‌المللی جراحی زیبایی» انجمن آمریکایی جراحی پلاستیک زیبایی (ASAPS) ۲۰۱۳